# ريتشارد أوفوري
ريتشارد أوفوري (بالإنجليزية: Richard Ofori)‏ هو لاعب كرة قدم غاني في مركز الدفاع، ولد في 24 أبريل 1993 في أكرا في غانا. شارك مع منتخب غانا تحت 20 سنة لكرة القدم. أما مع النوادي، فقد لعب مع أكاديميكا كويمبرا وليرس ونادي بيرا مار ونادي رويال شارلروا ونادي كايزرسلاوترن.

## وصلات خارجية
- ريتشارد أوفوري على موقع قاعدة بيانات كرة القدم.إي يو (الإنجليزية)
- ريتشارد أوفوري على موقع Soccerway.com (الإنجليزية)
- ريتشارد أوفوري على موقع AS.com (الإسبانية)